# Buhinyuza
Buhinyuza är en kommun i Burundi. Den ligger i provinsen Muyinga, i den nordöstra delen av landet, 120 kilometer öster om Burundis största stad Bujumbura.